# بيكاري
بيكاري (بالإيطالية: Biccari)‏ هي بلدية في مقاطعة فودجا في إقليم بوليا الإيطالي.

## السكان
في سنة 1861 بلغ عدد السكان 3٬996 نسمة، وتطور العدد ليصل في سنة 2011 لـ 2٬872 نسمة.
يظهر هذا المخطط البياني تطور النمو السكاني لـ بيكاري